# 海獅號潛艇
海獅軍艦（SS-791），原為美國海軍二次大戰期間服役丁鱥級（Tench Class）柴電潛艦之13號艦帶魚號（USS Cutlass，美軍艦號：SS-478），於1973年移交中華民國海軍，隸屬海軍二五六戰隊，主要作為訓練之用。該艦與海豹號潛艇（原美國海軍巴劳鱵级單鰭鱈號（USS Tusk，美軍艦號：SS-426）皆被中華民國海軍歸入茄比級潛艦之內，為目前全世界服役時間最久現役潛艦。2018年整修後，預計還會在海軍服役到2020年代晚期，之後由台灣自行建造的海鯤級潛艦接棒。

## 服役歷史

### 1945年－1973年
帶魚號潛艦在1945年交付後，同年4月25日由朴次茅斯出航，7月15日抵達夏威夷珍珠港。7月17日授命開抵中途島，7月21日抵達。在1945年8月9日，她首度執行赴千島群島偵查巡邏的作戰任務；但是8月10日便接到日軍求和電訊，8月15日日本無條件投降，因此本艦未真正參與第二次世界大戰的戰鬥任務；但是千島群島的巡邏任務並未因此取消，帶魚號在8月16日抵達任務目標區，直到8月24日才返航回中途島，8月27日帶魚號返回中途島，8月31日抵達珍珠港結束任務。自1946年開始，帶魚號潛艦移駐加勒比海地區，並於1947年遠航南美。
1948年3月，帶魚號潛艦抵達費城海軍工廠，接受一系列的翻修與現代化工程，升級為茄比2型標準。該艦完成翻修後於1949年2月返抵佛州，並駐留於該地區直到1952年夏天為止。
1953年，帶魚號前往地中海地區並訪問地中海沿海多國港口；之後該艦則抵達古巴近海，做為水面艦艇與空中反潛訓練之假想敵。1956年帶魚號再度前往地中海地區，並參加北約海軍一系列之軍事演習任務。該艦於1958年完成北歐地區沿海港口之訪問，並於1959年擔任反潛系統發展任務之用。
1960年，帶魚號於費城接受了第二次的大規模翻修，並持續服役於美國海軍直到1973年為止。本艦於1973年4月15日正式自美國海軍除役，但在1972年，由水星計畫訓練的中華民國海軍換裝軍官便開始陸續登艦實施接艦考核，於美國康乃狄克州新倫敦的海軍潛艦學校受訓:164-165。

### 1973年－現今
1973年4月12日，帶魚號在美國佛羅里達州西嶼移交中華民國，並改名為海獅號潛艦；但該艦並沒有立刻返國，而是留在美國實施大修整檢。該艦與另一艘同期軍援的海豹號潛艦在美國完成翻修後返國，成為中華民國海軍所擁有的第一型正規潛艦。該艦於中華民國海軍主要擔任潛艦人員訓練與反潛作戰假想敵之用。
海獅號潛艦與海豹號潛艦在台灣的服役狀態一直保持高度神秘，因此從服役起便有各種真偽莫辨的傳說在坊間流傳；最負盛名的傳聞是兩艦在美國接收時魚雷發射管已被封閉或魚雷發射配線已被剪斷，並無發射魚雷能力。不過劍龍級潛艇在1988年服役後，這兩艘潛艦開始公開亮相，證實這些傳聞都是錯誤失實，海獅號及海豹號潛艦的魚雷系統自海軍接艦起均可正常運作，在交艦前於美國大修時，海軍還向造船廠取得供訓練用的啞雷；在抵達台灣後，海軍還自行改裝，讓艦艏魚雷管可投放國造水雷。
雖然魚雷管可正常運作，但海獅號潛艦服役至今是否曾經配備實戰用的魚雷，則充滿疑問，因為這兩艘潛艦被移交台灣時，美國政府以只供作為反潛作戰訓練的敵對潛艦為理由，沒有一併提供魚雷，也拒絕台灣申購。有傳聞稱在1975年，邱華谷接任汪希苓出任駐美武官，就曾試圖繞過美國官方採購30枚潛艇魚雷，結果被聯邦調查局查獲而被要求限期離境。據了解，這個未經正式管道的採購案，當時海軍知情，並曾派魚雷專家到美國。雖然台灣在1980年代後期從印尼購得西德設計的SUT魚雷，但這款線導魚雷需要與潛艦的作戰系統整合使用，只具備二戰水平的海獅號本身缺乏操控線導魚雷的作戰系統，即使美軍在二戰後有為海獅號進行性能提升工程，也不能操控後來面世的SUT魚雷。2020年美國批准Mk48型魚雷軍售案，不過數量有限的新型魚雷只會裝備到劍龍級潛艦及海鯤級潛艦，雖然海軍一直有為海獅號進行翻修來維持潛航能力，但是沒有任何消息稱會為這兩艘全球最高齡的現役潛艦進行升級案來使用新式魚雷。
1986年6月，中國電視公司綜藝節目《黃金拍檔》第六季特別企劃《海上雄風》在海軍左營基地錄影，海獅軍艦參加錄影。
2005年，中華民國海軍破例讓海豹軍艦公開展示，吸引了大批人潮參觀。本級艦為目前全世界現役柴油潛艦中最老的，兩艘潛艦皆已服役超過60年。中華民國海軍自1980年代起便計畫以新型潛艦汰換此兩艘潛艦，但因為國外要面對外交困難，國內又有泛藍陣營將包含8艘潛艦的三項軍購案拉倒，潛艦國造同樣受到預算被頻頻凍結及刪減，所以這兩艘二戰潛艦一直退役無期。
海獅號在第二次世界大戰時期的1945年3月17日服役，在世界上創下唯一參加過二戰而仍在服役的潛艦紀錄。日本專業雜誌曾以「世界上最老的現役潛艇～服役半世紀」為專題報導，包含中華民國前任國防部長李傑也曾在此級艦艇服役過並擔任過兵器長、輪機長、作戰長、副艦長及艦長等職務，而由於中華民國海軍優秀的潛艦士官保養與維護，使得此級艦艇最後兩艘仍保有一定的戰鬥能力。探索頻道曾要求在此級艦艇上拍攝過電視專輯；而在拍攝完成後，中華民國海軍以現役艦艇軍事機密為由，要求必須在此級艦艇除役之後才能播出。但部份報導仍詳實記錄著該二艘潛艦每年仍至少部署海上半年以上。
由於中華民國海軍只有四艘潛艦，較新的兩艘荷蘭潛艦也已經服役達30年，由於台灣一直未能購得新潛艦替換，海獅號及海豹號無法退役，雖然蔡英文政府在2016年落實執行「潛艦國造」，但在國造海鯤級潛艦的首艦服役前，海獅號仍要持續服役。2014年，中華民國海軍編列預算新台幣8億元翻修海獅級兩艦，試圖修復壓力殼老化失圓而無法實施深度潛航的海獅級，相關工程在2015年實施，於2018年完成大修。2018年11月經過海軍與台灣國際造船公司16個月的努力下，月前完成海獅潛艦的潛航檢測，重返海軍潛艦訓練與戰備崗位。海軍司令部也證實海獅潛艦目前已在戰鬥序列中，進行備戰任務。
海軍透露，海獅艦2018年8月完成大修後，曾進行潛航測試，海獅艦目前潛深可達150公尺，平常在潛望鏡深度至50到60呎（約15到18公尺）的深度操作航行，已能執行各項訓練任務。

## 退伍名人
- 關振清－海獅潛艦及中華民國海軍第1任潛艦艦長、水星計畫赴美接艦軍官[3]:316。

- 李傑－曾任海獅潛艦第1任兵器長[3]:316，後任副長、艦長，256戰隊第6任戰隊長，官拜參謀總長退伍。
- 王立申－曾任海獅潛艦艦長，官拜海軍司令退伍。
- 黃曙光－曾任海獅潛艦艦長，官拜參謀總長退伍，現為國家安全會議諮詢委員兼總統府國造潛艦專案小組召集人。

## 榮譽
- 榮獲2019年（民國108年）國軍模範團體，由艦長林辰輯上校代表領獎[13]

## 圖庫

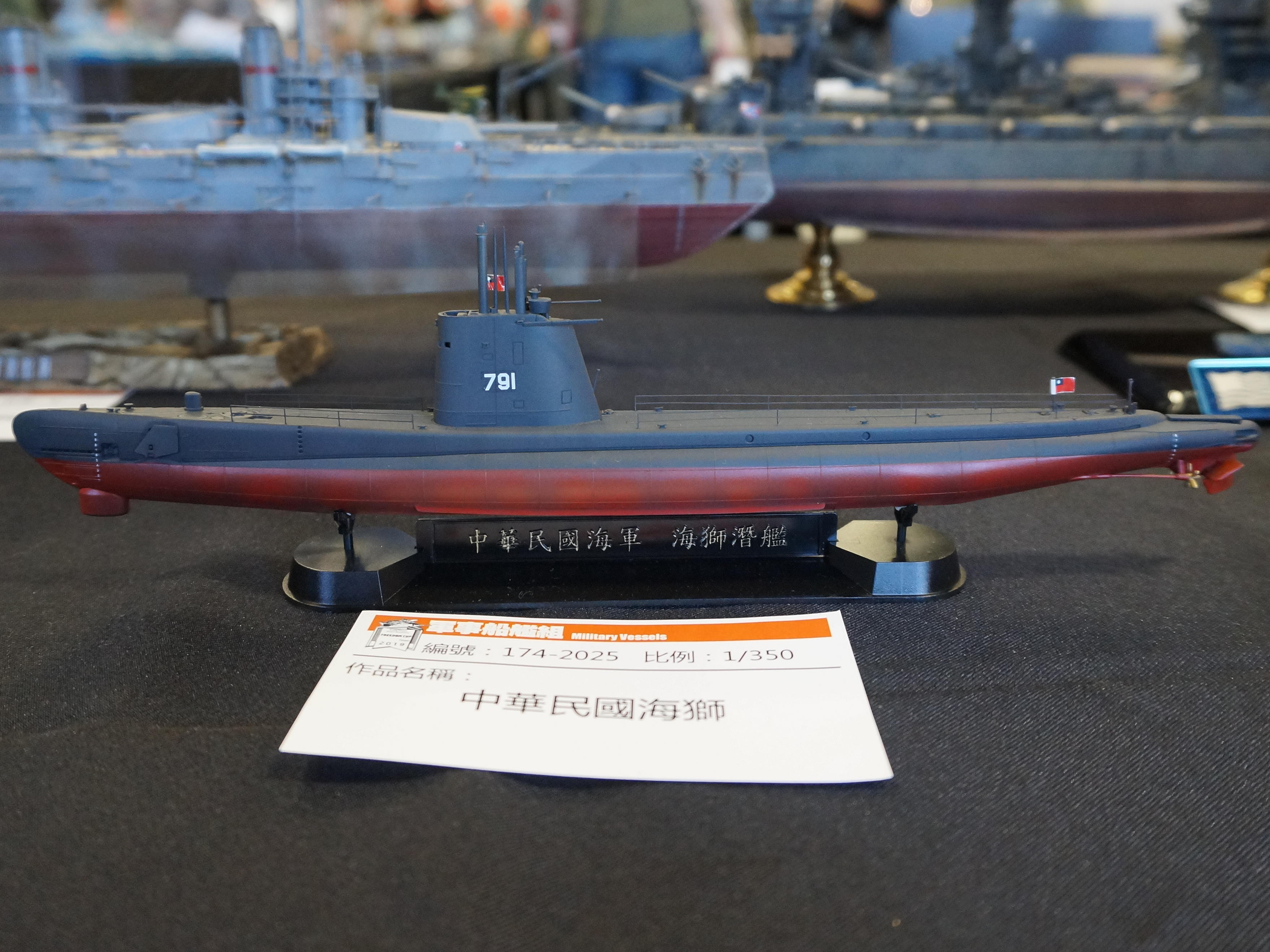
海獅號潛艇模型
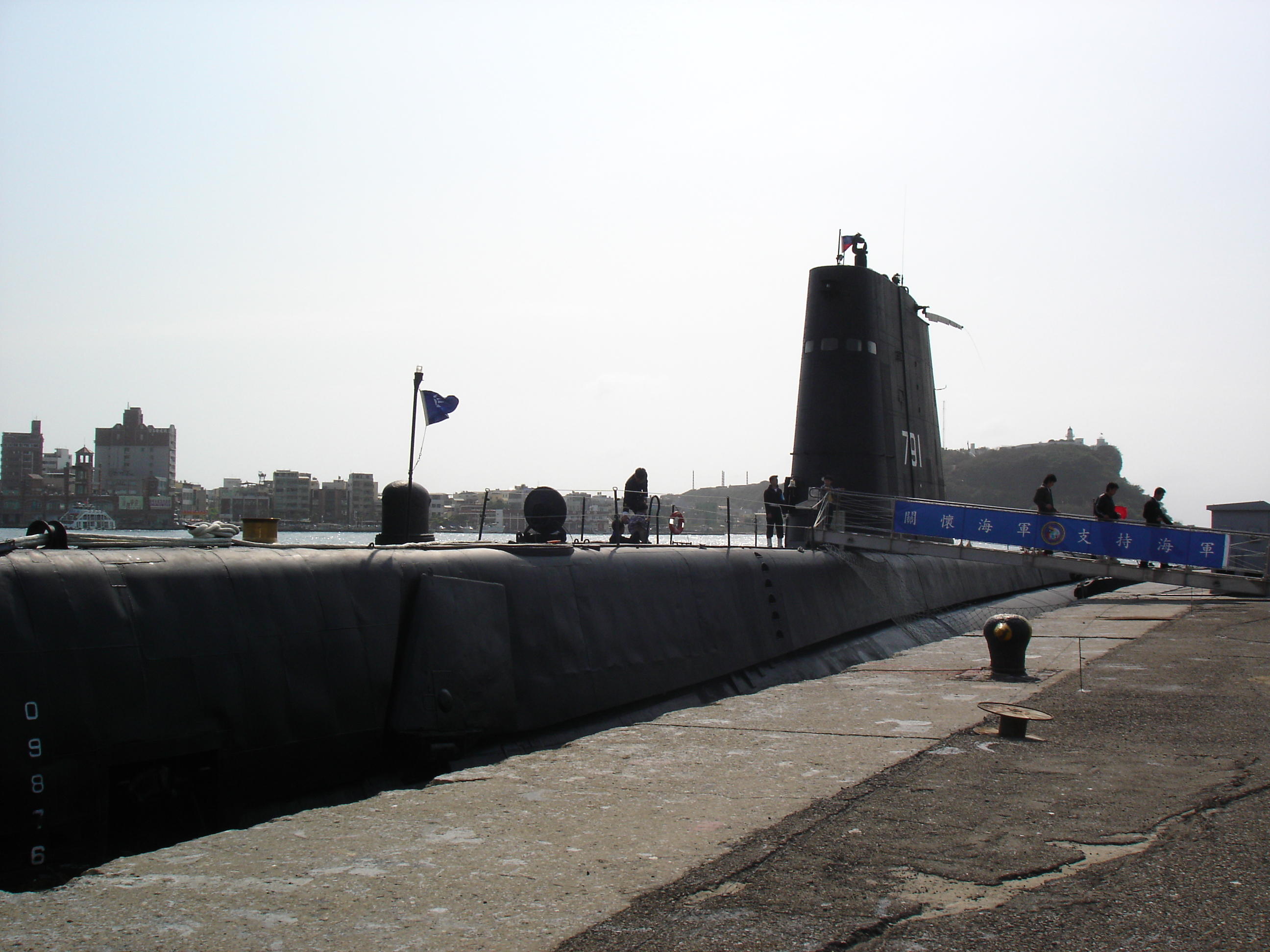
中華民國海軍海獅軍艦（SS-791）左側，停泊高雄港，2007年。
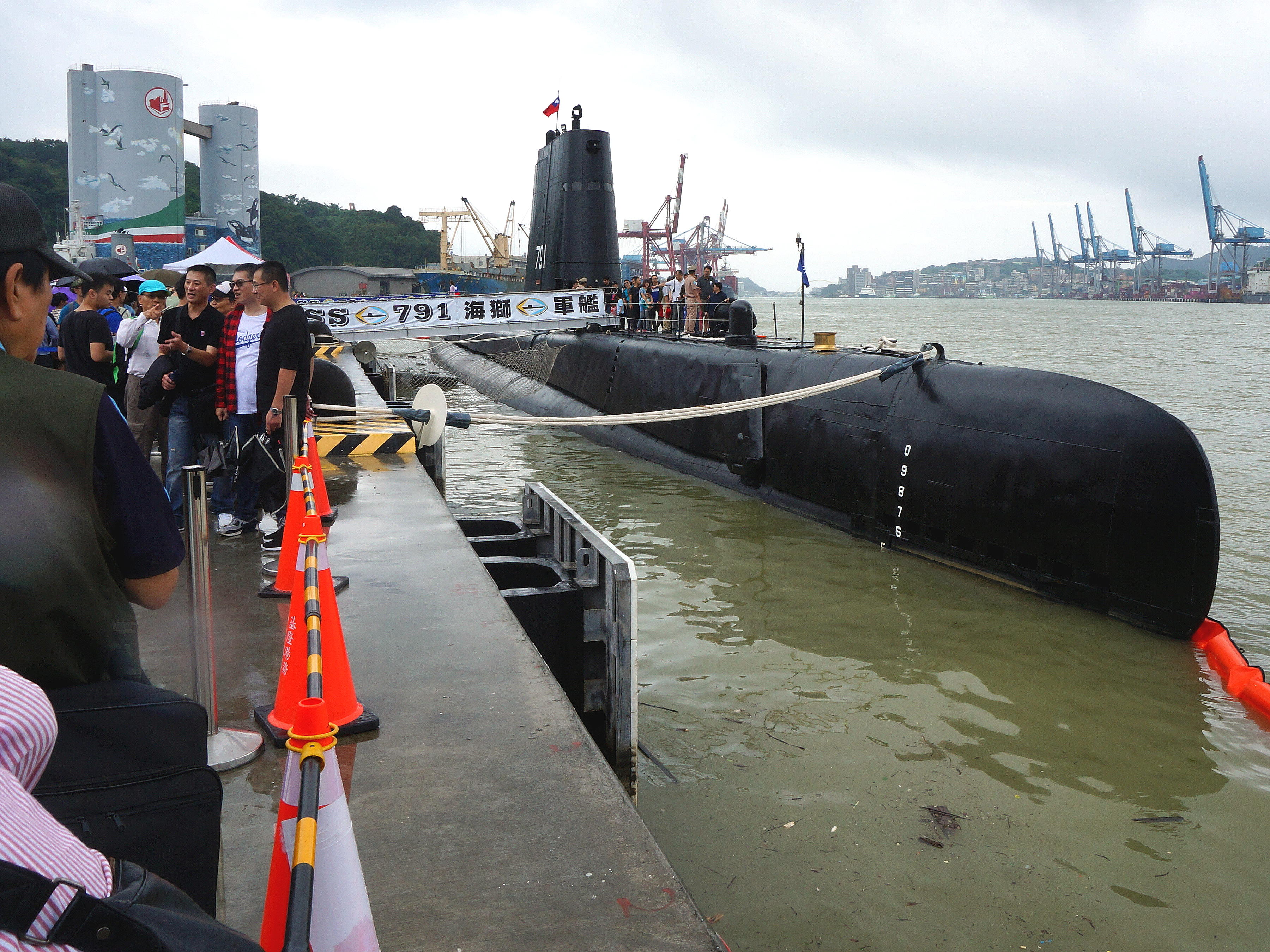
中華民國海軍基隆威海營區開放參觀，基隆港西岸碼頭，海獅軍艦（SS-791）艦首右舷與參觀本艦的遊客隊伍。
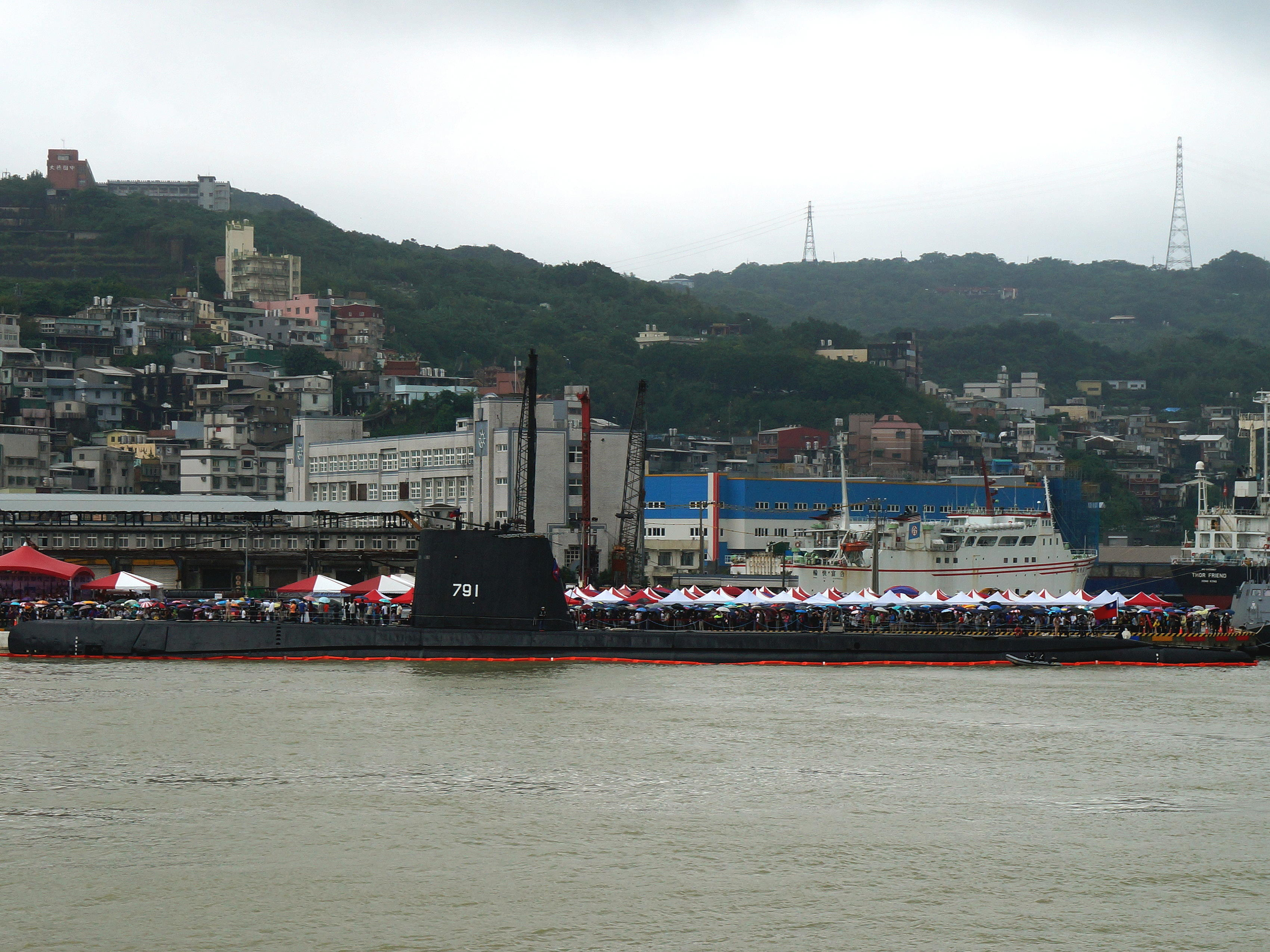
中華民國海軍基隆威海營區開放參觀，基隆港西岸碼頭，海獅軍艦（SS-791）左側

## 外部連結
- navsource.org: USS Cutlass （页面存档备份，存于）
- Taipei Times, 17 April 2007: World's longest-serving sub feted （页面存档备份，存于）
- USS Cutlass naval webring page
- USS Cutlass - new HOME PORT page （页面存档备份，存于）
- YouTube上的海獅潛艦

 维基共享资源上的相關多媒體資源：海獅號潛艇